# Мадагаскарски дъждосвирец
Мадагаскарският дъждосвирец (Charadrius thoracicus) е вид птица от семейство Дъждосвирцови (Charadriidae). Видът е световно застрашен, със статут Уязвим.

## Разпространение
Видът е разпространен в Мадагаскар.